# Carcharhinus menisorrah
Espèce
Cette espèce n'est pas reconnue par FishBase qui la nomme Carcharhinus dussumieri.